# Pierre Ier du Kongo
Pierre Ier du Kongo (Nkanga a Mwemba en kikongo  et D. Pedro Ier en portugais), né en 1478 et mort entre 1550 et 1566. Roi du royaume du Kongo de 1543 jusqu'à sa déposition en 1545.

## Biographie
Pedro Nkanga a Mwemba est le fils du roi Alphonse Ier du Kongo. Il lui succède mais le royaume lui est rapidement disputé par Dom Francisco (parfois omis des listes royales de manikongo), puis Dom Diogo, ses neveux, fils de sa sœur aînée Nzinga qui appuient leurs revendications sur les traditions matrilinéaires des Kongos.
Pierre Ier capturé par ses opposants se réfugie dans une église où il bénéficie du droit d'asile avant de s'exiler auprès des portugais. Il tente à plusieurs reprises de reprendre le pouvoir sous le règne de Jacques Ier du Kongo mais malgré l'appui des résidents portugais du royaume du Kongo il échoue
La date de sa mort demeure inconnue entre 1550 et 1566.

## Sources
- (en) Anne Hilton, The Kingdom of Kongo (Oxford Studies in African Affairs), New York, Clarendon Press of Oxford University Press, 1985, Fig 1 p. 86 &  Fig 2 p. 132
- (en) John K. Thornton, A history of west central Africa to 1850, Cambridge, Cambridge University Press, 2020, 365 p. (ISBN 978-1-107-56593-7).